# 1291
Il 1291 (MCCXCI in numeri romani) è un anno  del XIII secolo.

## Eventi
- Nella primavera di questo anno, Ugolino e Vadino Vivaldi salpano da Genova con l'obiettivo di raggiungere l'India; non faranno mai ritorno.
- 10 maggio - I nobili scozzesi riconoscono l'autorità di Re Edoardo I d'Inghilterra nella mediazione della risoluzione della crisi di successione creatasi alla morte di Alessandro III di Scozia cinque anni prima.
- All'inizio d'agosto nei pressi del Grütli venne firmato il Patto eterno confederale dai cantoni di Uri, Svitto e Untervaldo (detti "Waldstätte"), con il quale nacque la cosiddetta Vecchia Confederazione (l'odierna Svizzera); la Festa nazionale svizzera, che celebra questo evento, ricorre per tradizione il 1º agosto.
- Sancho IV di Castiglia strappa Tarifa ai Mori.
- Gli Asburgo acquisiscono la città di Lucerna.
- Papa Niccolò IV conferma l'indipendenza di San Marino con una bolla papale.
- Tutti i vetrai di Venezia sono costretti a trasferirsi sull'isola di Murano, allo scopo di contenere i rischi di incendio.
- Il Castello di Klenová viene costruito nella Boemia meridionale, come parte di un sistema di difesa di frontiera.
- San Giovanni d'Acri viene presa da parte dei Mamelucchi, è la fine della presenza franca in Palestina.
- Il celebre rabbino Hillel ben Samuel da Verona scrive, a Forlì, Tagmulé ha-Nefesh (ricompense dell'anima), sostenendo la validità dell'opera di Mosè Maimonide

## Nati
- 15 gennaio - Giovanna II di Borgogna, regina († 1330)
- 8 febbraio - Alfonso IV del Portogallo, sovrano († 1357)
- 9 marzo - Cangrande I della Scala, condottiero italiano († 1329)
- 23 settembre - Boleslao III il Prodigo, nobile polacco († 1352)
- 31 ottobre - Philippe de Vitry, compositore, teorico musicale e poeta francese († 1361)
- 15 dicembre - Aimone di Savoia, conte († 1343)
- Veera Ballala III, sovrano indiano († 1343)
- Graziolo Bambaglioli, scrittore italiano († 1342)
- Papa Clemente VI, papa, vescovo cattolico e cardinale francese († 1352)
- Margareta Ebner, religiosa tedesca († 1351)
- Luigi de la Cerda, principe († 1348)
- Maria d'Artois, nobile francese († 1365)
- Dalmazio Moner, religioso spagnolo († 1341)
- Rinaldo da Villafranca, poeta, grammatico e umanista italiano († 1362)
- Giovanna Visconti di Gallura († 1339)

## Morti
- 19 gennaio - Giovanna di Blois-Châtillon, contessa
- 20 gennaio - Englesio Caballazio, vescovo cattolico italiano
- 7 marzo - Arghun, sovrano mongolo (n. 1258)
- 9 aprile - Clemente da Osimo, religioso italiano
- 18 maggio - Guillaume de Beaujeu, francese
- 18 maggio - Nicola di Hanappes, patriarca cattolico francese
- 18 giugno - Alfonso III d'Aragona, sovrano (n. 1265)
- 15 luglio - Rodolfo I d'Asburgo, sovrano tedesco (n. 1218)
- 23 luglio - Bernardo di Languissel, cardinale e arcivescovo cattolico francese
- 5 agosto - Berardo Berardi, cardinale italiano
- 16 agosto - Federico Tuta, nobile tedesco (n. 1269)
- 8 ottobre - Enrico I di Werle, principe
- 23 ottobre - Stefano di San Giorgio, letterato italiano
- 11 dicembre - Franco Lippi, religioso italiano
- Abramo Abulafia, filosofo e mistico spagnolo (n. 1240)
- Marino Badoer, politico italiano
- Bartolomeo da Amelia, vescovo cattolico italiano
- Buoso da Duera, politico italiano
- Eleonora di Provenza, regina
- Uberto Guasco, nobile, condottiero e politico italiano
- Bartolomeo Pico, condottiero italiano (n. 1235)
- Bartolomeo I Querini, vescovo cattolico italiano
- Loterio Rusca, politico italiano
- Salamish (n. 1272)
- Saʿdi, poeta persiano (n. 1210)
- Talabuga, condottiero mongolo
- Tebaldo II di Bar, nobile francese

## Calendario
| Calendario 1291 | Calendario 1291 | Calendario 1291 | Calendario 1291 | Calendario 1291 | Calendario 1291 | Calendario 1291 | Calendario 1291 | Calendario 1291 | Calendario 1291 | Calendario 1291 | Calendario 1291 | Calendario 1291 | Calendario 1291 | Calendario 1291 | Calendario 1291 | Calendario 1291 | Calendario 1291 | Calendario 1291 | Calendario 1291 | Calendario 1291 | Calendario 1291 | Calendario 1291 | Calendario 1291 | Calendario 1291 | Calendario 1291 | Calendario 1291 | Calendario 1291 | Calendario 1291 | Calendario 1291 | Calendario 1291 | Calendario 1291 | Calendario 1291 |
| --------------- | --------------- | --------------- | --------------- | --------------- | --------------- | --------------- | --------------- | --------------- | --------------- | --------------- | --------------- | --------------- | --------------- | --------------- | --------------- | --------------- | --------------- | --------------- | --------------- | --------------- | --------------- | --------------- | --------------- | --------------- | --------------- | --------------- | --------------- | --------------- | --------------- | --------------- | --------------- | --------------- |
|                 | 1               | 2               | 3               | 4               | 5               | 6               | 7               | 8               | 9               | 10              | 11              | 12              | 13              | 14              | 15              | 16              | 17              | 18              | 19              | 20              | 21              | 22              | 23              | 24              | 25              | 26              | 27              | 28              | 29              | 30              | 31              |                 |
| Gennaio         | Lu              | Ma              | Me              | Gi              | Ve              | Sa              | Do              | Lu              | Ma              | Me              | Gi              | Ve              | Sa              | Do              | Lu              | Ma              | Me              | Gi              | Ve              | Sa              | Do              | Lu              | Ma              | Me              | Gi              | Ve              | Sa              | Do              | Lu              | Ma              | Me              |                 |
| Febbraio        | Gi              | Ve              | Sa              | Do              | Lu              | Ma              | Me              | Gi              | Ve              | Sa              | Do              | Lu              | Ma              | Me              | Gi              | Ve              | Sa              | Do              | Lu              | Ma              | Me              | Gi              | Ve              | Sa              | Do              | Lu              | Ma              | Me              |                 |                 |                 |                 |
| Marzo           | Gi              | Ve              | Sa              | Do              | Lu              | Ma              | Me              | Gi              | Ve              | Sa              | Do              | Lu              | Ma              | Me              | Gi              | Ve              | Sa              | Do              | Lu              | Ma              | Me              | Gi              | Ve              | Sa              | Do              | Lu              | Ma              | Me              | Gi              | Ve              | Sa              |                 |
| Aprile          | Do              | Lu              | Ma              | Me              | Gi              | Ve              | Sa              | Do              | Lu              | Ma              | Me              | Gi              | Ve              | Sa              | Do              | Lu              | Ma              | Me              | Gi              | Ve              | Sa              | Do              | Lu              | Ma              | Me              | Gi              | Ve              | Sa              | Do              | Lu              |                 |                 |
| Maggio          | Ma              | Me              | Gi              | Ve              | Sa              | Do              | Lu              | Ma              | Me              | Gi              | Ve              | Sa              | Do              | Lu              | Ma              | Me              | Gi              | Ve              | Sa              | Do              | Lu              | Ma              | Me              | Gi              | Ve              | Sa              | Do              | Lu              | Ma              | Me              | Gi              |                 |
| Giugno          | Ve              | Sa              | Do              | Lu              | Ma              | Me              | Gi              | Ve              | Sa              | Do              | Lu              | Ma              | Me              | Gi              | Ve              | Sa              | Do              | Lu              | Ma              | Me              | Gi              | Ve              | Sa              | Do              | Lu              | Ma              | Me              | Gi              | Ve              | Sa              |                 |                 |
| Luglio          | Do              | Lu              | Ma              | Me              | Gi              | Ve              | Sa              | Do              | Lu              | Ma              | Me              | Gi              | Ve              | Sa              | Do              | Lu              | Ma              | Me              | Gi              | Ve              | Sa              | Do              | Lu              | Ma              | Me              | Gi              | Ve              | Sa              | Do              | Lu              | Ma              |                 |
| Agosto          | Me              | Gi              | Ve              | Sa              | Do              | Lu              | Ma              | Me              | Gi              | Ve              | Sa              | Do              | Lu              | Ma              | Me              | Gi              | Ve              | Sa              | Do              | Lu              | Ma              | Me              | Gi              | Ve              | Sa              | Do              | Lu              | Ma              | Me              | Gi              | Ve              |                 |
| Settembre       | Sa              | Do              | Lu              | Ma              | Me              | Gi              | Ve              | Sa              | Do              | Lu              | Ma              | Me              | Gi              | Ve              | Sa              | Do              | Lu              | Ma              | Me              | Gi              | Ve              | Sa              | Do              | Lu              | Ma              | Me              | Gi              | Ve              | Sa              | Do              |                 |                 |
| Ottobre         | Lu              | Ma              | Me              | Gi              | Ve              | Sa              | Do              | Lu              | Ma              | Me              | Gi              | Ve              | Sa              | Do              | Lu              | Ma              | Me              | Gi              | Ve              | Sa              | Do              | Lu              | Ma              | Me              | Gi              | Ve              | Sa              | Do              | Lu              | Ma              | Me              |                 |
| Novembre        | Gi              | Ve              | Sa              | Do              | Lu              | Ma              | Me              | Gi              | Ve              | Sa              | Do              | Lu              | Ma              | Me              | Gi              | Ve              | Sa              | Do              | Lu              | Ma              | Me              | Gi              | Ve              | Sa              | Do              | Lu              | Ma              | Me              | Gi              | Ve              |                 |                 |
| Dicembre        | Sa              | Do              | Lu              | Ma              | Me              | Gi              | Ve              | Sa              | Do              | Lu              | Ma              | Me              | Gi              | Ve              | Sa              | Do              | Lu              | Ma              | Me              | Gi              | Ve              | Sa              | Do              | Lu              | Ma              | Me              | Gi              | Ve              | Sa              | Do              | Lu              |                 |